# Juli Florus (amic d'Horaci)
Juli Florus (en llatí: Julius Florus) fou un poeta i orador de l'època d'August i Tiberi.
Pertanyia al cercle d'amics d'Horaci, qui l'esmenta en diverses composicions, d'on prové bona part de la seva informació biogràfica: acompanyà l'emperador Tiberi en les seves campanyes a Macedònia, Àsia i Armènia per col·locar Tigranes com a rei vassall a Armènia (20 aC), i treballà en la cort imperial com a jurista, destacant com a orador, però més endavant es dedicà a la poesia. Porfirió afirma que va escriure sàtires, però sembla més probable que simplement editàs i compilàs les obres d'Enni, Lucili i Varró.
Les temptatives d'identificació amb el Juli Florus, oncle de Juli Segon i amic de Quintilià, i amb el Juli Florus (fr) que liderà una insurrecció entre els trèvers, cal considerar-les obsoletes. D'altra banda, una part de la tradició manuscrita de l'Epítom a Titus Livi atribueix l'obra a Juli Florus, malgrat que tots els autors estan d'acord a considerar-lo obra de Luci Anneu Florus, a qui la resta de manuscrits consideren autor. Hom també li ha volgut atribuir els poemes de l'Antologia llatina signats com a Florus, que més aviat podrien ser de Publi Anni Florus.